# Украдене щастя (опера Мейтуса)
«Укра́дене ща́стя» — опера на 3 дії українського композитора Юлія Мейтуса на лібрето Максима Рильського за мотивами однойменної драми Івана Франка. Написана в 1958 році на замовлення Львівського національного академічного театру опери і балету України імені Соломії Крушельницької. Мова: українська.

## Прем'єра та поновлення
Прем'єра опери відбулася на сцені Львівського національного академічного театру опери і балету України імені Соломії Крушельницької 10 вересня 1960 року.
Вистава поновлена на сцені Львівського національного академічного театру опери і балету України імені Соломії Крушельницької у 1989 році.
15 грудня 2018 року вистава отримала нове дихання на сцені Львівського національного академічного театру опери і балету України імені Соломії Крушельницької.

### Дійові особи та виконавці 15 грудня 2018 року (Львівська національна опера)

Афіша опери «Украдене щастя».

### Постановники 1989 року (Львівська національна опера)[1]
- Диригент-постановник — народний артист України та народний артист Республіки Татарстан Ігор Лацанич.
- Режисер-постановник — народний артист України, лауреат Національної премії України ім. Т.Шевченка Федір Стригун.
- Художник-постановник — народний художник України Тадей Риндзак.
- Хормейстер — лауреат всеукраїнського конкурсу Василь Коваль[2].

### Дійові особи та виконавці 15 грудня 2018 року (Львівська національна опера)[3]
- Микола Задорожний — народний артист України Олег Лихач[4].
- Анна, його дружина — заслужена артистка України Любов Качала.
- Михайло Гурман — Петро Радейко[5] (перший виступ у цій партії).
- Настя — народна артистка України Наталія Дацько[6].
- Війт — заслужений артист України Юрій Трицецький[7].
- Перша жінка — Віра Колтун.
- Друга жінка — заслужена артистка України Яна Войтюк[8].
- Парубок — Андрій Бенюк[9].
- Корчмар — Юрій Гецко[10].
- Диригент вистави — народний артист України Михайло Дутчак.

## Сюжет (Львівський національний академічний театр опери і балету імені Соломії Крушельницької)[11]

### Дія 1
Зимового вечора в хаті селянина-прикарпатця Миколи Задорожного сусіди зібралися на вечорниці. Сам господар ще не повернувся з роботи. Його дружина Анна занепокоєна — пора вже пізня, а чоловіка не видно. Згодом молодь розходиться. Від сусідки Насті Анна дізнається, що в цих краях з'явився Михайло Гурман, якого всі вважають загиблим. Колись Анна присягалася любити його до могили. Звістка про появу Михайла посіяла в ній тривогу, адже вона одружена, а одночасно й радість — коханий живий. Повертається Микола, до крові побитий сільським Війтом. Микола проклинає своїх кривдників. Його скарги неглибоко доходять до свідомості Анни, вона під впливом звістки про Михайла. Кожен думає про своє. Входить жандарм Михайло Гурман. Він підозріло ставиться до Миколи. Запитує, чому на ньому сліди крові. Коли Микола вийшов, Михайло нагадує Анні про минуле. Він не звинувачує її, бо знає, що брати обманом видали її в шлюб. Поява Миколи перериває їхню розмову. Ранком Микола й Анна взялися за хатню роботу. Анна стривожена недобрими снами, Микола втішає її. Несподівано в хату входять Війт із жандармом. Бабич і Настя. Вночі в корчмі порізано всіх хазяїв. Миколу звинувачують у вбивстві й заарештовують. Анна у розпачі. До хати повертається Михайло. Він вириває в Анни зізнання у коханні і слово коритися йому.

### Дія 2
Вже минуло літо, а Миколи немає. Селом кружляють дивні поговори про Анну й жандарма. Сусіди встигли вже зненавидіти її за те, що зламала присягу шлюбному чоловікові. Лунає музика, і молодь розпочинає забаву. Є тут також Михайло, який запрошує до танцю Анну. Війт намагається сприяти веселощам. Але музика раптово замовкає. Всі присутні зауважили появу Миколи, який повернувся з тюрми. Тут Михайло публічно заявляє, що він врятував Миколу, бо спіймав справжніх злочинців. Микола без слова подався в сторону дому, за ним несміливо пішла Анна під ненависним поглядом селян.

### Дія 3
Минув тиждень від часу повернення Миколи, але думки Анни зайняті постійно Михайлом, бо кохає його понад усе на світі. Гурман раптово з'являється у неї в хаті. Закохана Анна, втративши голову, падає в обійми Михайла. Так їх застає Микола. Михайло вибігає з хати, а Микола благає Анну не топтати його честі. Незадовго повертається Михайло, частує господарів горілкою. Щастям кохання осяяні обличчя Анни і жандарма. Микола бачить це.
Він втрачає останню надію налагодити сімейне життя, повернути своє щастя. І не може з цим примиритися. Михайло брутально випроваджує з хати Миколу і сам  лишається з Анною. Скривджений і зганьблений, Микола вирішує втопити своє горе у горілці — запрошує гостей на «стопку по втраченім  щастю». Поява Анни з коханцем стає причиною колотнечі, яка призводить до трагедії. Михайло поводиться так, ніби є господарем цього дому: б'є Миколу і виганяє з хати його гостей… «Як смів ти виганяти моїх гостей?» — запитує жандарма Микола. Михайло у відповідь каже, що таке право має, бо Микола вкрав у нього його щастя. Жорстока сварка Задорожного та Гурмана закінчується вбивством жандарма… Вмираючи, Михайло дякує йому, бо життя для нього давно вже стало мукою.

## Музика
Драма Івана Франка знайшла надзвичайно тонке та глибоке відтворення у музиці Юлія Мейтуса як у сенсі розкриття психології людських відносин та змалюванні яскравих індивідуальних характеристик головних героїв драми, так і в майстерному використанні національного музичного фольклору — від його симфонічного переосмислення до прямого цитування народних мелодій. Музика передає найтонші порухи серця героїв, вабить красою мелодій. Відголос фольклору українських горян органічно переплітається з сучасною музичною мовою, яка в наскрізному драматургічному розвиткові рясніє симфонічними лейтмотивами. Музика Мейтуса характеризується чудовою гармонією, зворушує мелодійністю, національним колоритом, емоційністю та експресією.

## Інші постановки
28, 30 жовтня 2016 року — Хмельницька обласна філармонія. Постановники: режисер Івано-Франківського національного академічного обласного українського музично-драматичного театру ім. І. Франка Орест Пастух, диригент Тарас Мартиник. У постановці задіяні: Академічний симфонічний оркестр (художній керівник та головний диригент — заслужений діяч мистецтв України Сергій Леонов), хор та балет Академічного ансамблю пісні і танцю «Козаки Поділля» (художній керівник та головний диригент — народний артист України Микола Балема), заслужені артисти України Фатіма Чергіндзія, Олена Леонова, лауреат міжнародних конкурсів Степан Дробіт, Казимир Місюренко, Руслан Фандуль, Олена Урбанович, Андрій Морголя, Григорій Бойчук. До участі також запрошені солісти з м. Львів, зокрема роль Миколи Задорожного виконає лауреат міжнародних конкурсів, соліст Львівської обласної філармонії Назар Тацишин, партію Насті — лауреат міжнародного конкурсу, солістка Львівської національної опери Тетяна Вахновська.

Режисер Орест Пастух про оперу:
«Працювати над „Украденим щастям“ було особливо цікаво. Тут головний акцент зробили на почуття, емоції, адже це глибоко психологічний твір. Максимально відійшли від побуту. Наша історія про пристрасть, про втрачене щастя. Глибина конфлікту робить оперу драматичною, наближеною до трагедії. П'єса „Украдене щастя“ — одна з кращих, вона не має кордонів, тут йдеться про вічні теми, тому актуальна для сучасників».